# Kuldur
Kuldur (russisk: Кульдур; jiddisch: קולדור) er en bymæssig bebyggelse (russisk: Посёлок городского типа) i den Jødiske autonome oblast i det den fjernøstlige del af Rusland. Den har et indbyggertal på 1.358 (2023) indbyggere.
Kuldur ligger i bjergkæden Lille Khingan ved floden af samme navn. Den ligger ca. 50 kilometer fra byen Oblutje og ca. 105 kilometer nordvest for oblastens hovedby Birobidzjan. Den har en jernbanestation, der er standsningssted på en sidebane til Den transsibiriske jernbane.